# Albánia a Junior Eurovíziós Dalfesztiválokon
Albánia tíz alkalommal vett részt a Junior Eurovíziós Dalfesztiválon.
Az albán műsorsugárzó a Radio Televizioni Shqiptar, amely 1999-ben lett tagja az Európai Műsorsugárzók Uniójának, és 2012-ben csatlakozott a versenyhez.

## Története

### Évről évre
Albánia  debütálása előtt 2005-ben már közvetítette a dalfesztivált, viszont nem indított versenyzőt. Egészen 2012-ig kellett várni az első albán részvételre. Első részvételükkor Igzidora Gjeta és a Kam një këngë vetëm për ju című dal képviselte az országot. A döntőben sikertelenül szerepeltek, hiszen 35 ponttal utolsó helyen végeztek. A következő évi versenytől visszaléptek pénzügyi problémákra hivatkozva, és csak 2015-ben, két kihagyott év után tért vissza. Ekkor érték el eddigi legjobb eredményüket, amely Mishela Raponak köszönhető. Dambaje című dala a legjobb öt közé repítette Albániát, 93 ponttal ötödikek lettek. 2016-ban és 2017-ben tizenharmadik helyen végeztek, a következő két évben pedig tizenhetedik helyen zártak.
A 2020-ban a Covid19-pandémia miatt bevezetett utazási korlátozásokra és a verseny megrendezése körül kialakult bizonytalanságra hivatkozva visszaléptek a versenytől, de 2021-ben visszatértek, ekkor tizennegyedikek lettek. 2022-ben tizenkettedikek lettek, majd a következő évben másodjára végeztek a legjobb tízben, ekkor nyolcadikak lettek. Egy évvel később eggyel jobb helyezést értek el, valamint versenydaluk, a Vallëzoj megszerezte az ország legtöbb pontos helyezését.

### Nyelvhasználat
Albánia tíz versenydalából öt albán nyelvű, négy albán és angol kevert nyelvű, míg 2015-ös daluk pedig egy hét nyelvet megszólaltató dal volt. Az dal címe egy kitalált szó volt és az albán és angol dalszöveg mellett francia, német, olasz, szerb és török nyelvű részleteket tartalmazott.

### Nemzeti döntő
Albániában nem alakult ki hagyományos, minden évben megrendezett nemzeti válogató. Első résztvevőjüket a Junior Fest című műsorral választották ki, ahol összesen tizennégy előadó küzdött meg az ország elsőképviselőse címért. Albánia első részvétele után visszalépett versenytől és a műsort továbbá nem rendezték meg. 2015-ös visszatérésükkel egy új nemzeti döntőt hoztak létre a Festivali i Këngës mintájára. A műsor a Festivali i Këngës për Fëmijë (magyarul: Gyermekfesztivál) címet viselte. A versenyben ezúttal is tizennégyen szerepeltek, akik közül egy öt tagú szakmai zsűri választotta ki a győztest. A műsor mindössze csak két évig szolgált az albán résztvevők kiválasztására.
2017-ben visszatértek a legelső műsorhoz, a Junior Fest-hez, ahol a résztvevők száma tizenhatra nőtt, két év múlva pedig már tizennyolc résztvevője volt a döntőnek. Az évek során csak a szakmai zsűrinek volt beleszólása a végeredménybe.
A 2020-as dalfesztiválról visszaléptek, és nem rendeztek gyermek zenei műsort. A következő évben ismét indultak a versenyen, ekkor szintén a Junior Fest-tel választották ki indulójukat. 2023-ban először élőben sugározták a nemzeti döntőt.

## Résztvevők
| Év   | Előadó         | Dal                        | Magyar fordítás          | Helyezés | Pontszám |
| ---- | -------------- | -------------------------- | ------------------------ | -------- | -------- |
| 2012 | Igzidora Gjeta | Kam një këngë vetëm për ju | Van egy dalom csak neked | 12.      | 35       |
|      |                |                            |                          |          |          |
| 2015 | Mishela Rapo   | Dambaje                    | —                        | 5.       | 93       |
| 2016 | Klesta Qehaja  | Besoj                      | Hiszem                   | 13.      | 38       |
| 2017 | Ana Kodra      | Don’t Touch My Tree        | Ne érintsd meg a fámat   | 13.      | 67       |
| 2018 | Efi Gjika      | Barbie                     | —                        | 17.      | 44       |
| 2019 | Isea Çili      | Mikja ime fëmijëri         | Gyermekkori barátom      | 17.      | 36       |
|      |                |                            |                          |          |          |
| 2021 | Anna Gjebrea   | Stand By You               | Melletted állok          | 14.      | 84       |
| 2022 | Kejtlin Gjata  | Pakëz diell                | Egy kis napfény          | 12.      | 94       |
| 2023 | Viola Gjyzeli  | Bota ime                   | Az én világom            | 8.       | 115      |
| 2024 | Nikol Çabeli   | Vallëzoj                   | Tánc                     | 7.       | 126      |
| 2025 | Kroni Pula     | Fruta perime               | Gyümölcsök és zöldségek  |          |          |

## Szavazástörténet

### 2012–2024
| Hely | Ország          | Pont |
| ---- | --------------- | ---- |
| 1.   | Grúzia          | 56   |
| 2.   | Örményország    | 51   |
| 3.   | Észak-Macedónia | 48   |
| 4.   | Franciaország   | 47   |
| 5.   | Olaszország     | 40   |
| 6.   | Spanyolország   | 38   |
| 7.   | Hollandia       | 36   |
| 8.   | Ukrajna         | 34   |
| 9.   | Málta           | 33   |
| 10.  | Lengyelország   | 33   |

| Hely | Ország          | Pont |
| ---- | --------------- | ---- |
| 1.   | Olaszország     | 41   |
| 2.   | Írország        | 41   |
| 3.   | Észak-Macedónia | 27   |
| 4.   | Örményország    | 27   |
| 5.   | Málta           | 24   |
| 6.   | Portugália      | 23   |
| 7.   | Franciaország   | 19   |
| 8.   | Ciprus          | 18   |
| 9.   | Ukrajna         | 17   |
| 10.  | Oroszország     | 17   |

Albánia még sosem adott pontot a következő országoknak: Ciprus, San Marino, Szlovénia, Wales
Albánia még sosem kapott pontot a következő országoktól: Belgium, Svédország

## Háttér
| Év        | Rendező    | Kommentátor                                      | Pontbejelentő                                    |
| --------- | ---------- | ------------------------------------------------ | ------------------------------------------------ |
| 2005      | Hasselt    | N/A                                              | Nem vettek részt                                 |
| 2006–2010 | 2006–2010  | Nem vettek részt és nem közvetítették a versenyt | Nem vettek részt és nem közvetítették a versenyt |
| 2011      | Jereván    | N/A                                              | Nem vettek részt                                 |
| 2012      | Amszterdam | Andri Xhahu                                      | Keida Dervishi                                   |
| 2013–2014 | 2013–2014  | Nem vettek részt és nem közvetítették a versenyt | Nem vettek részt és nem közvetítették a versenyt |
| 2015      | Szófia     | Andri Xhahu                                      | Majda Bejzade                                    |
| 2016      | Valletta   | Andri Xhahu                                      | Juna Dizdari                                     |
| 2017      | Tbiliszi   | Andri Xhahu                                      | Sabjana Rizvani                                  |
| 2018      | Minszk     | Andri Xhahu                                      | Daniil Lazuko                                    |
| 2019      | Gliwice    | Andri Xhahu                                      | Efi Gjika                                        |
| 2020      | Varsó      | Nem vettek részt és nem közvetítették a versenyt | Nem vettek részt és nem közvetítették a versenyt |
| 2021      | Párizs     | Andri Xhahu                                      | Alex                                             |
| 2022      | Jereván    | Andri Xhahu                                      | Mariam Gwaladze                                  |
| 2023      | Nizza      | Andri Xhahu                                      | Guilia Moulay                                    |
| 2024      | Madrid     | Andri Xhahu                                      | Anna Gjebrea                                     |
| 2025      | Tbiliszi   |                                                  |                                                  |

## Galéria

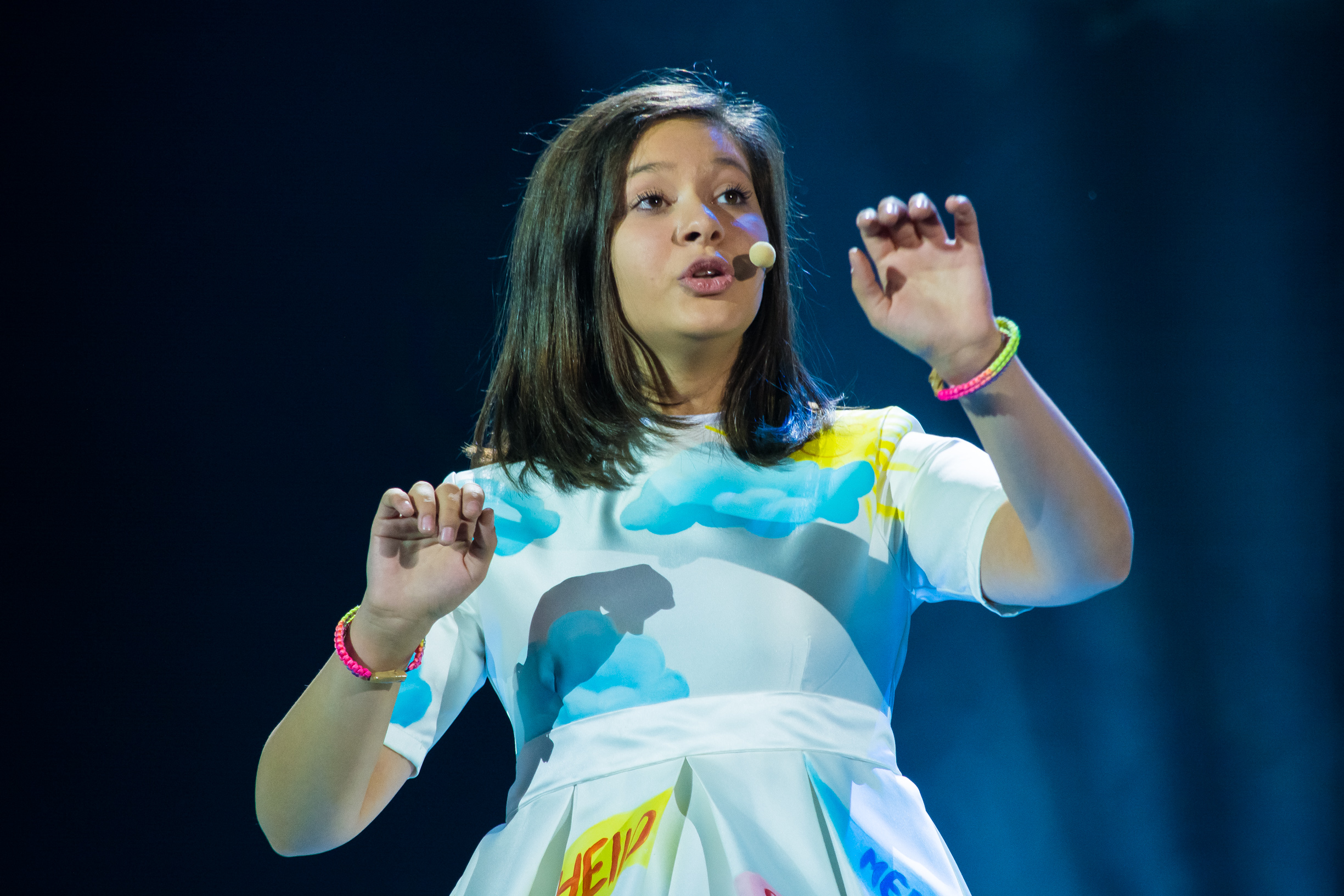
Mishela Rapo Szófiában (2015)
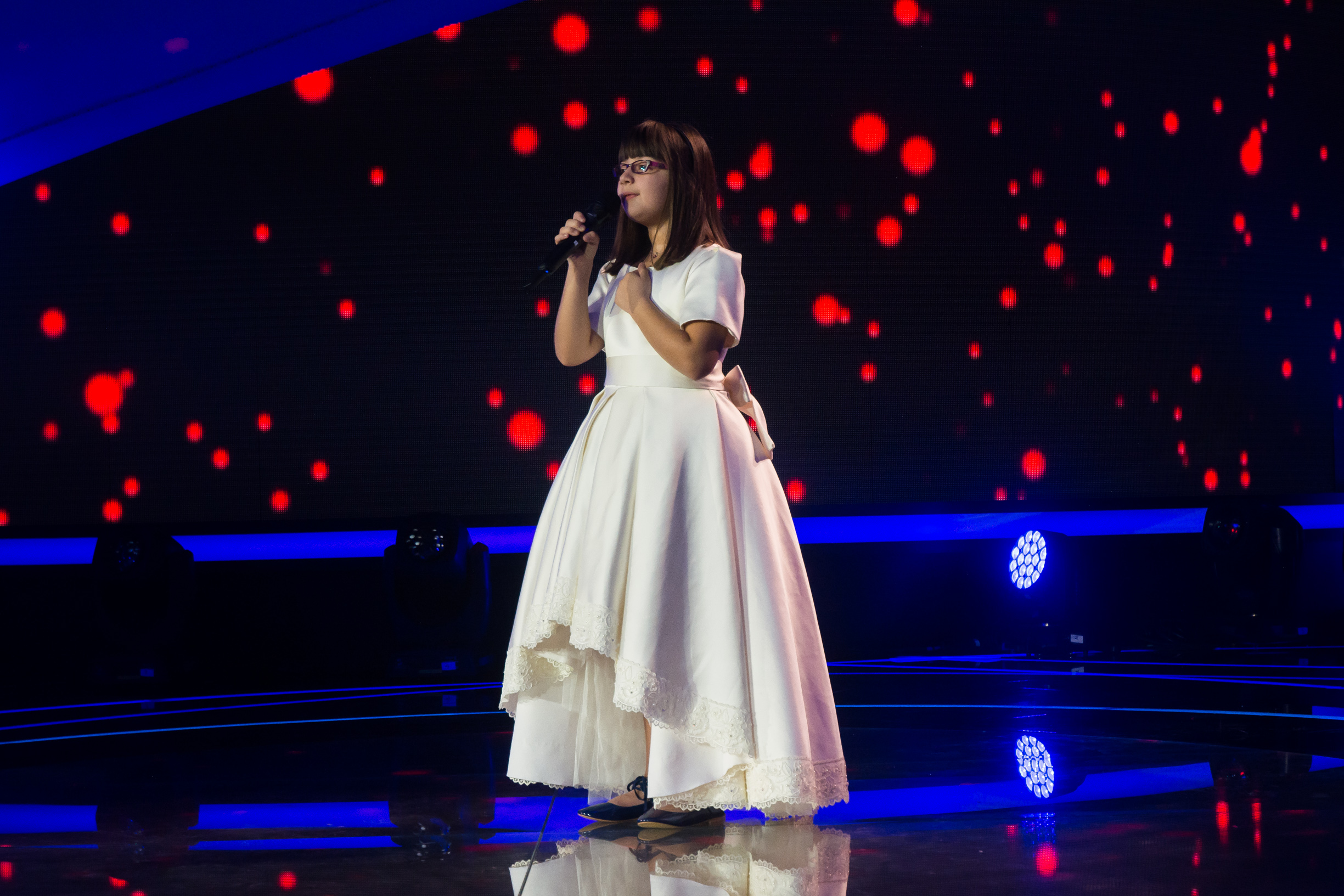
Klesta Qehaja Vallettán (2016)
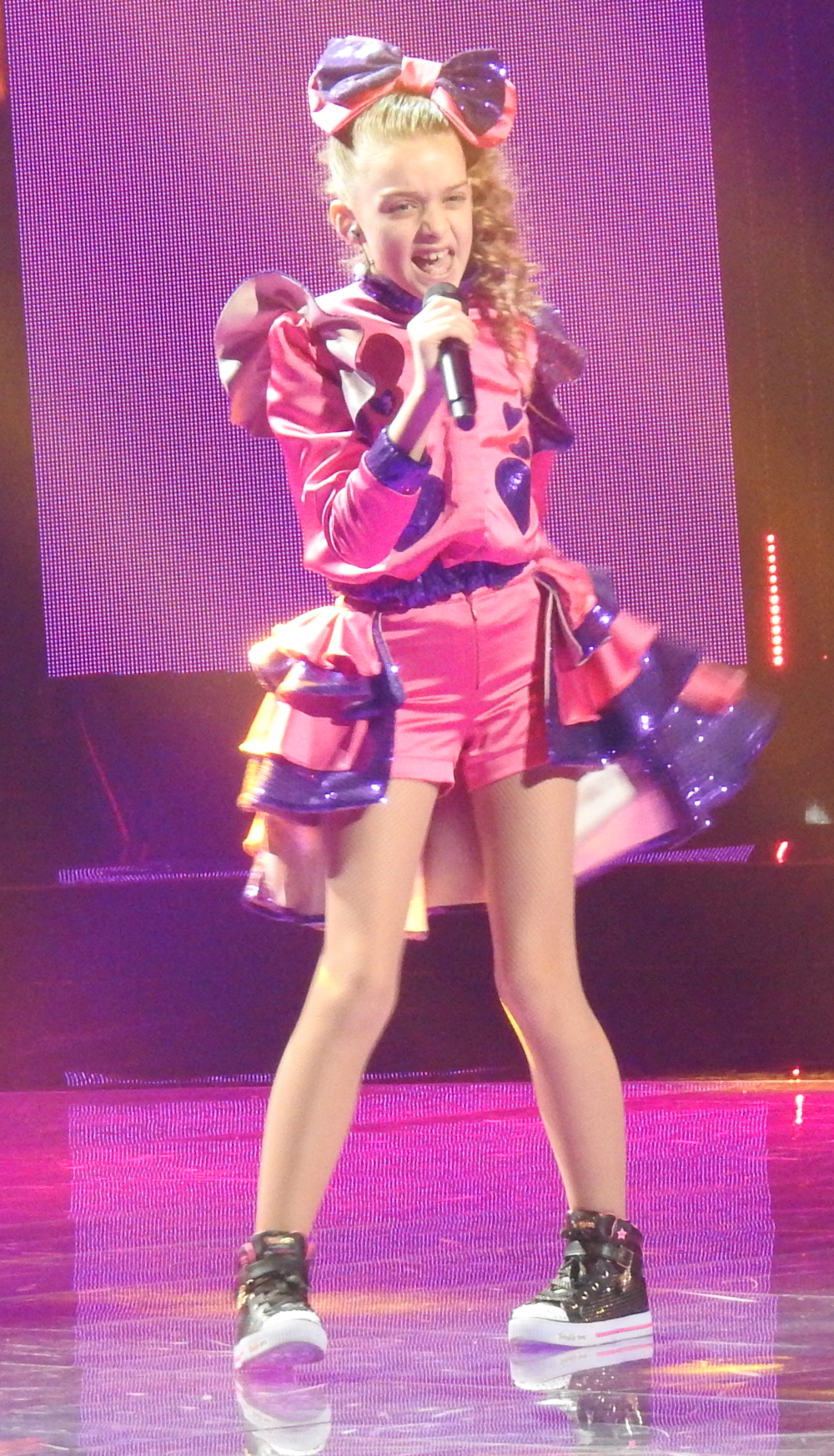
Efi Gjika Minszkben (2018)
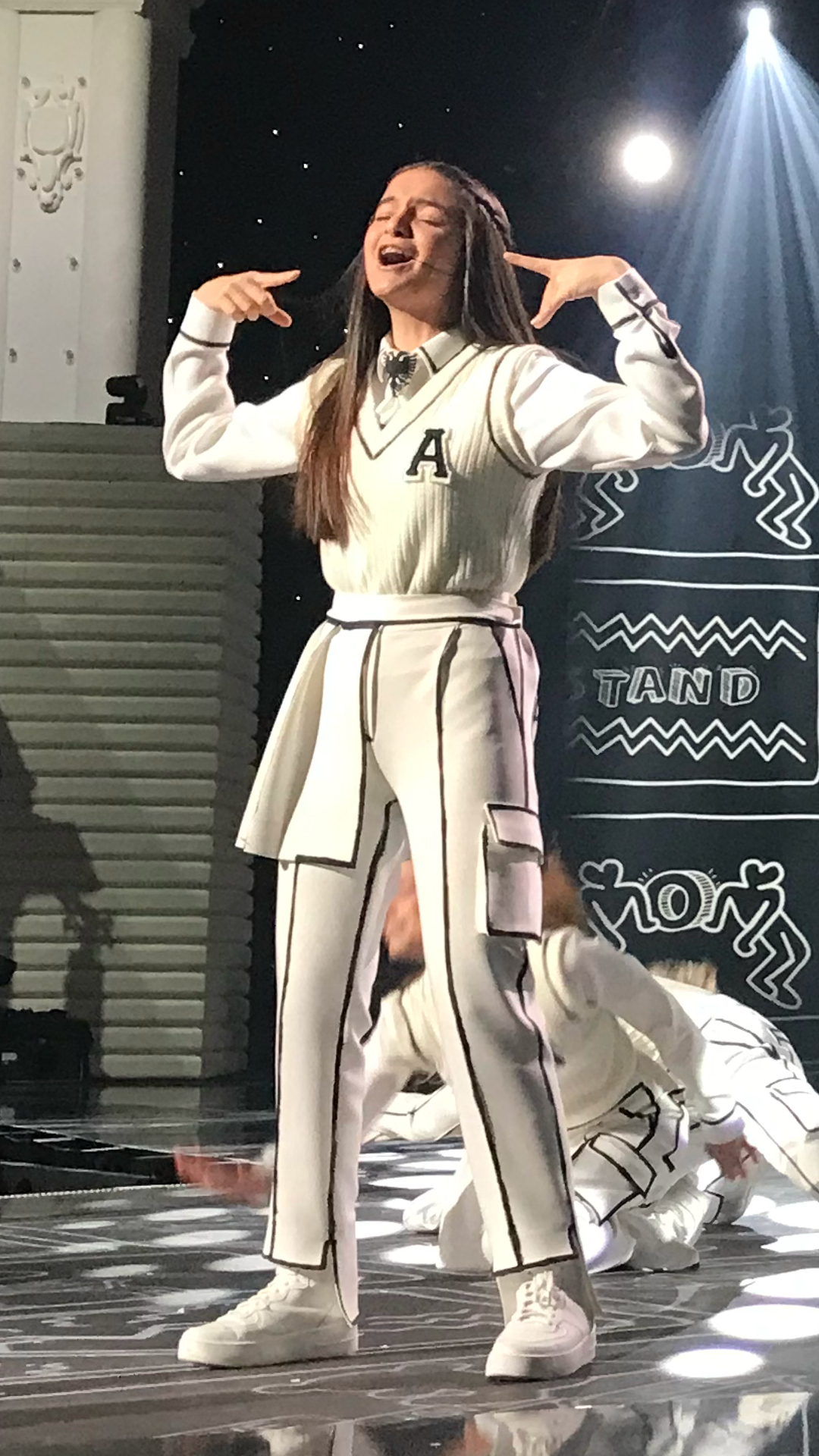
Anna Gjebrea Párizsban (2021)

## Lásd még
- Albánia az Eurovíziós Dalfesztiválokon